# Holandia na Letniej Uniwersjadzie 2009
Holandię na Letniej Uniwersjadzie w Belgradzie reprezentowało 20 zawodników. Holendrzy zdobyli 5 medali (3 złote i 2 brązowe). Holandia nie brała udziału w żadnym sporcie zespołowym.

## Medale

### Złoto
- Jeroen Mooren - judo, kategoria poniżej 60 kilogramów
- Luuk Verbij - judo, kategoria powyżej 100 kilogramów
- Rafik Zohri - taekwondo, kategoria poniżej 62 kilogramów

### Brąz
- Reshmie Oogink - taekwondo, kategoria poniżej 72 kilogramów
- Michelle Diemeer - judo, kategoria poniżej 57 kilogramów